# Fontaine-l'Abbé
Fontaine-l'Abbé é uma comuna francesa na região administrativa da Normandia, no departamento de Eure. Estende-se por uma área de 13,12 km². Em 2010 a comuna tinha 546 habitantes (densidade: 41,6 hab./km²).